# صديق خيالي
الأصدقاء الخياليون (بالإنجليزية: Imaginary friend) (ويُعرفون أيضاً بالأصدقاء التخيليين، أو الأصدقاء غير المرئيين، أو الأصدقاء المُتَخيَّلين) هم ظاهرة نفسية واجتماعية، حيث تنشأ علاقة صداقة أو علاقة بين شخصية وأخرى ضمن نطاق الخيال وليس في الواقع المادي.

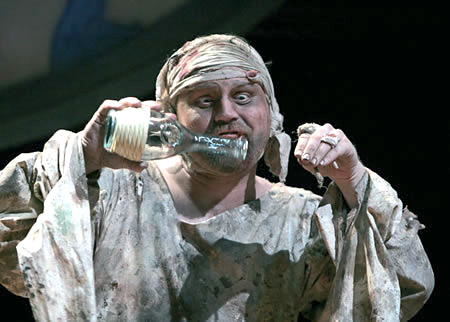
كابلين يُجرِي محادثة مع أصدقائه الخياليين في عرض مسرح فولجر لمسرحية العاصفة لشكسبير.

وعلى الرغم من أنهم قد يبدون حقيقيين بالنسبة لمن يبتكرهم، فإن الأطفال عادةً ما يدركون أن أصدقاءهم الخياليين ليسوا حقيقيين.
يُعتقد أن أولى الدراسات التي ركّزت على الأصدقاء الخياليين قد أُجريت في تسعينيات القرن التاسع عشر. ولا يزال هناك القليل من الأبحاث حول مفهوم الأصدقاء الخياليين في خيال الأطفال. حيث أفاد "كلاوسن" و"باسمان" (2007) أن الرفقاء الخياليين وُصِفوا في الأصل على أنهم مخلوقات خارقة للطبيعة وأرواح كان يُعتقَد أنها تربط الأشخاص بحيواتهم السابقة. كما أن البالغين في التاريخ كانت لديهم كيانات مثل الآلهة المنزلية، والملائكة الحارسة، والمُلهمات، التي أدّت دور الرفقاء الخياليين لتوفير الراحة والإرشاد والإلهام للعمل الإبداعي. ومن الممكن أن تكون هذه الظاهرة قد بدأت في الظهور بين الأطفال في منتصف القرن التاسع عشر، حينما بدأ يُنظر إلى مرحلة الطفولة على أنها وقت مهم للعب والخيال.

## الوصف
في بعض الدراسات، يُعرّف الأصدقاء الخياليين على أنهم الأطفال الذين يقلدون شخصية معينة (تخيلها بأنفسهم)، أو الأشياء أو الألعاب التي تم تجسيدها. ومع ذلك، فإن بعض علماء النفس يعرّفون الصديق الخيالي على أنه شخصية منفصلة قد أُنشئت فقط. يمكن أن يكون الأصدقاء الخياليون أشخاصًا، ولكن يمكنهم أيضًا أن يتخذوا شكل شخصيات أخرى مثل الحيوانات أو أفكار مجردة أخرى مثل الأشباح، الوحوش، الروبوتات، الكائنات الفضائية أو الملائكة. يمكن إنشاء هذه الشخصيات في أي مرحلة من مراحل الحياة، رغم أن الثقافة الغربية تشير إلى أنها أكثر قبولًا بين الأطفال في سن ما قبل المدرسة وعمر المدرسة.تتفق معظم الأبحاث على أن الفتيات أكثر عرضة من الأولاد لتطوير أصدقاء خياليين. بمجرد أن يصل الأطفال إلى سن المدرسة، يصبح الأولاد والفتيات متساوون في احتمالية وجود صديق خيالي. وقد أكدت الأبحاث مرارًا وتكرارًا أنه لا يوجد نوع محدد من الأطفال الذين يخلقون أصدقاء خياليين. عندما يمتلك الأطفال خيالات، قد يعتقدون أن هناك عالمًا خياليًا موجودًا في كون آخر أو يخلقون عالمًا خياليًا ليعيش فيه أصدقاؤهم الخياليون.
أظهرت الأبحاث أن الأصدقاء الخياليين جزء من الطفولة الطبيعية وحتى البلوغ.بالإضافة إلى ذلك، يقترح بعض علماء النفس أن الأصدقاء الخياليين يشبهون كثيرًا شخصية خيالية أنشأها مؤلف. كما تشير إيلين كينيدي-مور، "غالبًا ما يتحدث كتّاب الروايات البالغين عن شخصياتهم التي تأخذ حياة خاصة بها، وهو ما قد يكون عملية مماثلة لأصدقاء الأطفال غير المرئيين."
علاوة على ذلك، وجد مارغوري تايلور وزملاؤها أن كتّاب الروايات هم أكثر احتمالًا من المتوسط لأن يكونوا قد امتلكوا أصدقاء خياليين عندما كانوا أطفالًا.
هناك فرق بين الأصدقاء الخياليين الشائعين الذين يخلقهم العديد من الأطفال، والأصوات الخيالية المرتبطة بالاضطرابات النفسية. غالبًا ما تضيف الأصوات الداخلية في حالة وجود اضطراب نفسي، سلبية إلى الحوار. قد يعتقد الشخص المصاب بالاضطراب أحيانًا أن الأصوات المتخيلة هي أصوات حقيقية مادية، وليست حوارًا داخليًا خياليًا.
يمكن أن يخدم الأصدقاء الخياليون وظائف متنوعة. اللعب مع الأصدقاء الخياليين يمكّن الأطفال من تقليد السلوكيات والأحداث التي لم يختبروها بعد. يتيح اللعب الخيالي للأطفال استخدام خيالهم لبناء معرفة عن العالم. بالإضافة إلى ذلك، قد يُلبي الأصدقاء الخياليون أيضًا رغبة الأطفال الفطرية في الاتصال بالآخرين قبل أن يصبح اللعب الفعلي مع الأقران شائعًا. وفقًا لعالم النفس ليف فيغوتسكي، فإن الأدوات الثقافية والتفاعل مع الأشخاص يساعدان في التنسيق النفسي والتطور المعرفي. يمكن أن يُعلم الأصدقاء الخياليون، الذين يُنظر إليهم على أنهم كيانات حقيقية، الأطفال كيفية التفاعل مع الآخرين جنبًا إلى جنب مع العديد من المهارات الاجتماعية الأخرى. تشمل وجهة النظر الاجتماعية الثقافية ليف فيغوتسكي في تطوير الأطفال فكرة "منطقة التطور القريب" لدى الأطفال، وهي الفارق بين ما يمكن للأطفال القيام به مع وبدون مساعدة. يمكن أن يساعد الأصدقاء الخياليون الأطفال في تعلم أشياء عن العالم لا يستطيعون تعلمها بدون مساعدة، مثل السلوك الاجتماعي المناسب، وبالتالي يمكنهم العمل كدعامات للأطفال لتحقيق ما يتجاوز قدرتهم الاجتماعية قليلاً.
بالإضافة إلى ذلك، يخدم الأصدقاء الخياليون أيضًا وسيلة للأطفال للتجربة واستكشاف العالم. من هذه الزاوية، تتعلق الأصدقاء الخياليون أيضًا بنظرية بياجيه في تطوير الأطفال لأنهم مُنشأون بالكامل من قبل الطفل. وفقًا لبياجيه، يعتبر الأطفال حلّالين للمشاكل العلمية الذين ينشئون تجاربهم ويطورون هياكل عقلية داخلية بناءً على التجربة. يساعد إنشاء الأصدقاء الخياليين والتفاعل معهم الأطفال في بناء هذه الهياكل العقلية. يمكن أن يكون العلاقة بين الطفل وصديقه الخيالي حافزًا لتشكيل علاقات حقيقية في التطور اللاحق وبالتالي يوفر بداية للتدريب على التفاعل الواقعي.

## الأبحاث
تمت نظرية أن الأطفال الذين يمتلكون أصدقاء خياليين قد يطورون مهارات لغوية ويحتفظون بالمعرفة بشكل أسرع من الأطفال الذين ليس لديهم أصدقاء خياليون، وقد يكون ذلك لأن هؤلاء الأطفال يحصلون على مزيد من الممارسة اللغوية مقارنة بأقرانهم نتيجة إجراء "محادثات" مع أصدقائهم الخياليين.
أفاد كوتنر (دون تاريخ) أن 65% من الأطفال في سن السابعة أفادوا أنهم قد امتلكوا رفيقًا خياليًا في مرحلة ما من حياتهم. وأضاف كذلك:
الأصدقاء الخياليون هم جزء أساسي من حياة العديد من الأطفال. إنهم يوفرون الراحة في أوقات التوتر، والرفقة عندما يشعرون بالوحدة، والشخص الذي يمكّنه من توجيه الأوامر له عندما يشعرون بالعجز، والشخص الذي يمكن لومه على المصباح المكسور في غرفة المعيشة. والأهم من ذلك، أن الرفيق الخيالي هو أداة يستخدمها الأطفال الصغار لمساعدتهم في فهم العالم البالغ.
يعتقد تايلور وكارلسون وجيراو (2001: 190) أن:
على الرغم من أن بعض النتائج تشير إلى أن الأطفال الذين يمتلكون أصدقاء خياليين قد يكونون متفوقين في الذكاء، إلا أنه ليس صحيحًا أن جميع الأطفال الأذكياء يخلقونهم.
إذا كان الأصدقاء الخياليون يمكن أن يقدموا المساعدة للأطفال في تطوير مهاراتهم الاجتماعية، فلا بد أنهم يلعبون أدوارًا مهمة في حياة الأطفال. كانت هوف (2004 – 2005) مهتمة بمعرفة الأدوار والوظائف التي يؤديها الأصدقاء الخياليون وكيف يؤثرون في حياة الأطفال. وقد قدمت نتائج دراستها بعض الرؤى المهمة حول أدوار الأصدقاء الخياليين. أفاد العديد من الأطفال أن أصدقاءهم الخياليين كانوا مصادر للراحة في أوقات الملل والوحدة.وكانت نتيجة أخرى مثيرة للاهتمام أن الأصدقاء الخياليين عملوا كمرشدين للأطفال في دراستهم الأكاديمية. كانوا مشجعين، يقدمون الدافع، ويزيدون من احترام الأطفال لأنفسهم عندما يحققون نجاحًا في المدرسة. وأخيرًا، تم الإبلاغ عن الأصدقاء الخياليين على أنهم مرشدون أخلاقيون للأطفال. أفاد العديد من الأطفال أن أصدقاءهم الخياليين عملوا كضمير مساعد لهم وساعدوهم في اتخاذ القرار الصحيح في الأوقات التي كان فيها السؤال عن الأخلاق محل نقاش.
يعتقد مهنيون آخرون مثل مارغوري تايلور أن الأصدقاء الخياليين أمر شائع بين الأطفال في سن المدرسة وهم جزء من التطور الاجتماعي المعرفي الطبيعي. جزء من السبب الذي دفع الناس للاعتقاد بأن الأطفال يتخلون عن الأصدقاء الخياليين في وقت أبكر مما لُوحِظ هو متعلق بمراحل التطور المعرفي لبياجيه. اقترح بياجيه أن الأصدقاء الخياليين يختفون بمجرد أن يدخل الأطفال مرحلة العمليات المنطقية الملموسة من التطور. حددت مارغوري تايلور الأطفال في المدرسة المتوسطة الذين كان لديهم أصدقاء خياليون وتابعتهم بعد ست سنوات عندما كانوا في مرحلة إتمام الثانوية. عند المتابعة، أظهر الذين كانوا يمتلكون أصدقاء خياليين في المدرسة المتوسطة استراتيجيات تأقلم أفضل ولكن "تفضيل اجتماعي منخفض تجاه الأقران". وأشارت إلى أن الأصدقاء الخياليين قد يفيدون مباشرة مرونة الأطفال وتكيفهم الإيجابي. نظرًا لأن اللعب الخيالي مع شخصية يتضمن غالبًا أن يتخيل الطفل كيف سيتصرف شخص آخر (أو شخصية)، فقد أُجريت أبحاث لتحديد ما إذا كان وجود رفيق خيالي له تأثير إيجابي على تطور نظرية العقل. في دراسة سابقة، وجد تايلور وكارلسون (1997) أن الأطفال الذين يبلغون من العمر 4 سنوات والذين كانوا يمتلكون أصدقاء خياليين سجلوا درجات أعلى في مقاييس فهم العواطف وأن امتلاك نظرية عقلية قد يتنبأ بفهم أعلى للعواطف في وقت لاحق من الحياة. عندما يدرك الأطفال أن الأشخاص الآخرين لديهم أفكار ومعتقدات مختلفة عن معتقداتهم الخاصة، فإنهم يصبحون قادرين على النمو في تطوير نظرية العقل لديهم ويبدؤون في فهم أفضل للعواطف.

### علم النفس الإيجابي
يشير مقال "اللعب التخيلي وعلم النفس الإيجابي: رفقاء طبيعيون" العديد من الأدوات الرائعة التي تظهر في الأطفال الذين يمارسون اللعب التخيلي. وتشمل هذه المجالات الخمسة الإبداع، التكيف، تنظيم العواطف، التعاطف أو فهم العواطف، والأمل. يبدو أن الأمل هو الأداة الأساسية التي يستخدمها الأطفال في التحفيز. يصبح الأطفال أكثر تحفيزًا عندما يؤمنون بأنفسهم، وبالتالي لن يشعر الأطفال بالإحباط في محاولة إيجاد طرق مختلفة للتفكير لأنهم سيكون لديهم ثقة بالنفس. يعرض الرفيق الخيالي إبداعًا هائلًا يساعدهم في تطوير مهاراتهم الاجتماعية والإبداع يُناقش بشكل متكرر كمصطلح ضمن علم النفس الإيجابي.
يمكن اعتبار الرفيق الخيالي نتاجًا لإبداع الطفل، بينما يُعتبر التواصل بين الصديق الخيالي والطفل هو العملية.

### المراهقة
"الأصدقاء الخياليون في المراهقة: هل هم علامة على تطور ناقص أم تطور إيجابي؟" يستكشف مدى إنشاء المراهقين للأصدقاء الخياليين. قام الباحثون باستكشاف انتشار الأصدقاء الخياليين في المراهقة من خلال دراسة يوميات المراهقين الذين تتراوح أعمارهم بين 12 و 17 عامًا. بالإضافة إلى ذلك، نظروا في خصائص هؤلاء الأصدقاء الخياليين وأجروا تحليلًا للمحتوى للبيانات التي تم الحصول عليها من اليوميات.اُختبِر ثلاث فرضيات:
- فرضية النقص

- فرضية الموهبة

- فرضية الأنانية[18]

وتُلخّص نتائج دراستهم إلى أن المراهقين المبدعين والاجتماعيين والذين لديهم مهارات تكيفية جيدة كانوا أكثر عرضة لإنشاء هؤلاء الأصدقاء الخياليين. لم تدعم هذه النتائج فرضية النقص أو فرضية الأنانية، مما يشير إلى أن هؤلاء الأصدقاء الخياليين لم يُنشأوا بهدف استبدال أو تعويض أحد أفراد الأسرة أو الأصدقاء في الحياة الواقعية، بل ببساطة لإنشاء "صديق مميز جدًا" آخر. وهذا مفاجئ لأن من المفترض عادة أن الأطفال الذين يخلقون أصدقاء خياليين لديهم نقص من نوع ما، ومن النادر أن يكون لدى المراهق صديق خيالي.

### تولبا
بعد تعميم وتغريب مفهوم التولبا في العالم الغربي، يُبلغ هؤلاء الممارسون الذين يطلقون على أنفسهم "تولبامانسرز" عن تحسن في حياتهم الشخصية من خلال هذه الممارسة، وتجارب حسية غير عادية جديدة. يستخدم بعض الممارسين التولبا للتفاعلات الجنسية والرومانسية، على الرغم من أن هذه الممارسة تعتبر من المحرمات. أظهرت دراسة استقصائية للمجتمع شملت 118 مشاركًا عن تفسير التولبا أن 8.5% يدعمون تفسيرًا ميتافيزيقيًا، و 76.5% يدعمون تفسيرًا عصبيًا أو نفسيًا، و 14% دعموا تفسيرات "أخرى". تقريبًا جميع الممارسين يعتبرون التولبا شخصًا حقيقيًا أو شبه حقيقي. عدد المشاركين النشطين في هذه المجتمعات عبر الإنترنت يتراوح في المئات المنخفضة، وقليل من الاجتماعات الشخصية قد أُجريَت.

### ترتيب الولادة
للكشف عن أصل الأصدقاء الخياليين ومعرفة المزيد عن الأطفال الذين يخلقونهم، من الضروري البحث عن الأطفال الذين أنشأوا أصدقاء خياليين. للأسف، الأطفال الصغار لا يستطيعون تقديم تقارير دقيقة عن أنفسهم، وبالتالي فإن الطريقة الأكثر فعالية لجمع المعلومات عن الأطفال وأصدقائهم الخياليين هي من خلال مقابلة الأشخاص الذين يقضون معظم الوقت معهم. في كثير من الأحيان، تكون الأمهات هن المسؤولات الرئيسيات اللاتي يقضين معظم الوقت مع الطفل. لذلك، في هذه الدراسة تم مقابلة 78 أمًا وسؤالهن عما إذا كان طفلهم يمتلك صديقًا خياليًا. إذا قالت الأم إن طفلها ليس لديه صديق خيالي، كان الباحث يسأل عن ميل الطفل لتجسيد الأشياء.
من أجل نقل معنى الأشياء المجسدة، شرح الباحثون للأمهات أنه من الشائع أن يختار الأطفال لعبة أو شيئًا معينًا يرتبطون به أو يحبونه بشكل خاص. لكي يُعتبر الشيء كائنًا مجسدًا، يجب أن يعامله الطفل ككائن حي. علاوة على ذلك، من الضروري الكشف عما يعتبره الأطفال صديقًا خياليًا أو لعبًا تمثيليًا. لكي نميز بين الطفل الذي يمتلك صديقًا خياليًا أو لا يمتلكه، كان يجب أن يكون الصديق موجودًا لمدة لا تقل عن شهر واحد. لفحص الأهمية التنموية للأطفال في مرحلة ما قبل المدرسة وأصدقائهم الخياليين، أجريت مقابلات مع أمهات الأطفال. الاستنتاج الرئيسي من الدراسة هو أن هناك تمييزًا كبيرًا بين الأصدقاء غير المرئيين والأشياء المجسدة.
وكان من أبرز النتائج في هذه الدراسة هو دور ترتيب ولادة الطفل في العائلة من حيث امتلاك صديق خيالي أم لا. أشارت نتائج المقابلات مع الأمهات إلى أن الأطفال الذين لديهم أصدقاء خياليون كانوا أكثر احتمالًا لأن يكونوا أطفالًا بكرًا مقارنة بالأطفال الذين لم يكن لديهم صديق خيالي. تدعم هذه الدراسة فكرة أن الأطفال قد يخلقون أصدقاء خياليين للعمل على تطوير مهاراتهم الاجتماعية. النتائج التي تشير إلى أن الطفل البكر أكثر احتمالًا لامتلاك صديق خيالي توضح فكرة أن الطفل يحتاج إلى التواصل الاجتماعي، لذلك يخلق الصديق الخيالي لتطوير مهاراته الاجتماعية. هذه طريقة إبداعية للغاية للأطفال لتطوير مهاراتهم الاجتماعية، وغالبًا ما يتم مناقشة الإبداع كأحد المصطلحات في علم النفس الإيجابي. يمكن اعتبار الصديق الخيالي منتجًا للإبداع في حين أن التواصل بين الصديق الخيالي والطفل هو العملية.
فيما يتعلق بترتيب الولادة، هناك أيضًا أبحاث حول الأطفال الذين ليس لديهم أي إخوة على الإطلاق. تبحث الأبحاث في هذه المنطقة في فكرة أن الأطفال يخلقون أصدقاء خياليين بسبب غياب علاقات الأقران. توفر دراسة فحصت الفروق في تكرار الحديث الذاتي حسب العمر، والطفل الوحيد، وحالة الصديق الخيالي الطفولي نظرة لفهم القواسم المشتركة للأطفال الذين لديهم أصدقاء خياليون. جمع الباحثون معلومات من طلاب الجامعات الذين سُئِلوا عما إذا كان لديهم صديق خيالي في طفولتهم. كان هناك ثلاث تجارب في الدراسة ووجد الباحثون أنه كانت هناك فروق كبيرة في الحديث الذاتي بين مجموعات الأعمار المختلفة.
أشارت تجربتهم الأولى إلى أن الأطفال الذين يخلقون أصدقاء خياليين هم من يشاركون في مستويات عالية من الحديث الذاتي الإيجابي وكان لديهم تطور اجتماعي أكثر إيجابية. كما وجدوا أن النساء أكثر احتمالًا من الرجال لامتلاك صديق خيالي. كانت نتائجهم متوافقة مع أبحاث أخرى تشير إلى أن من الشائع أن تكون الفتيات أكثر احتمالًا لامتلاك أصدقاء خياليين. اقترح الباحثون أن النساء قد يكن أكثر احتمالًا لامتلاك أصدقاء خياليين لأنهن أكثر ميلًا للاعتماد على التغذية الراجعة من الأشخاص الآخرين، مما يدعم النظرية التي تقول إن الرجال لديهم حديث ذاتي معزز أكثر.
علاوة على ذلك، لُخِصت أبحاث أخرى إلى أن النساء يسعين للحصول على دعم اجتماعي أكثر من الرجال، وهو ما يمكن أن يكون سببًا آخر لخلق هؤلاء الأصدقاء الخياليين. وجدت التجربة الثانية أن الأطفال الذين ليس لديهم إخوة تحدثوا عن أنفسهم أكثر من الأطفال الذين لديهم إخوة؛ بينما وجدت التجربة الثالثة أن الطلاب الذين أبلغوا عن وجود صديق خيالي لديهم تحدثوا عن أنفسهم أكثر من باقي الطلاب الذين لم يكن لديهم أصدقاء خياليون. عندما يكون الحديث الذاتي سلبيًا، فإنه يرتبط بتأثيرات مثل زيادة القلق والاكتئاب. لخص الباحثون إلى أن "الأفراد الذين لديهم مستويات أعلى من التقييم الاجتماعي والحديث الذاتي النقدي أبلغوا عن انخفاض في تقدير الذات وبيانات ذاتية سلبية تلقائية أكثر تكرارًا". ومع ذلك، عندما يكون الحديث الذاتي إيجابيًا، وجدت الدراسة أن "الأشخاص الذين لديهم مستويات أعلى من الحديث الذاتي المعزز أبلغوا عن تقدير الذات إيجابي أكثر وبيانات ذاتية إيجابية تلقائية أكثر تكرارًا".

## قراءة إضافية
- Dierker، L. C.؛ Davis، K. F.؛ Sanders، B. (1995). "The imaginary companion phenomenon: An analysis of personality correlates and developmental antecedents". Dissociation. ج. 8: 220–228.
- Gleason، T (2002). "Social provisions of real and imaginary relationships in early childhood". Developmental Psychology. ج. 38 ع. 6: 979–992. DOI:10.1037/0012-1649.38.6.979. PMID:12428709.
- Gleason, T. (2009). 'Imaginary companions.' In Harry T. Reis & Susan Sprecher (Eds.), Encyclopedia of Human Relationships (pp. 833–834). Thousand Oaks, CA: Sage.
- Hall, E. (1982). 'The fearful child's hidden talents [Interview with Jerome Kagan].' Psychology Today, 16 (July), 50–59.
- Hurlock، E.؛ Burstein، M. (1932). "The imaginary playmate: A questionnaire study". Journal of Genetic Psychology. ج. 41 ع. 2: 380–392. DOI:10.1080/08856559.1932.10533102.
- Manosevitz، M.؛ Fling، S.؛ Prentice، N. (1977). "Imaginary companions in young children: Relationships with intelligence, creativity and waiting ability". Journal of Child Psychology and Psychiatry. ج. 18 ع. 1: 73–78. DOI:10.1111/j.1469-7610.1977.tb00418.x. PMID:838788.
- Manosevitz، M.؛ Prentice، N.؛ Wilson، F. (1973). "Individual and family correlates of imaginary companions in preschool children". Developmental Psychology. ج. 8: 72–79. DOI:10.1037/h0033834.
- Mauro، J (1991). "'The friend that only I can see: A longitudinal investigation of children's imaginary companions' (Doctoral dissertation, University of Oregon, Eugene, 1991)". Dissertation Abstracts International. ج. 52: 4995.
- Meyer، J.؛ Tuber، S. (1989). "Intrapsychic and behavioral correlates of the phenomenon of imaginary companions in young children". Psychoanalytic Psychology. ج. 6 ع. 2: 151–168. DOI:10.1037/0736-9735.6.2.151.
- Nagera، H (1969). "The imaginary companion: Its significance for ego development and conflict solution". Psychoanalytic Study of the Child. ج. 24: 165–195. DOI:10.1080/00797308.1969.11822691. PMID:5353362.
- Partington, J., & Grant, C. (1984). 'Imaginary playmates and other useful fantasies.' In P. Smith (Ed.), Play in animals and humans (pp. 217–240). New York: Basil Blackwell.
- Imaginary Friends with Dr Evan Kidd نسخة محفوظة 2020-06-23 على موقع واي باك مشين. podcast interview with Dr Evan Kidd of جامعة لا تروب